# Eli Heckscher

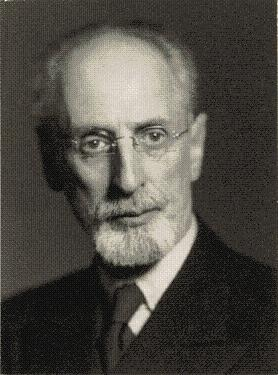
Eli Heckscher

Eli Filip Heckscher (Stockholm, 24 november 1879 - aldaar, 23 december 1952) was een Zweeds politiek econoom en economisch historicus.

## Leven
Heckscher werd in Stockholm geboren in een vooraanstaande Joodse familie. Hij was de zoon van de in Denemarken geboren zakenman Isidor Heckscher en zijn Zweedse echtgenote Rosa Meyer. In 1897 voltooide hij zijn middelbareschoolopleiding. Hij studeerde vervolgens aan de universiteiten van Uppsala en Göteborg. In 1907 promoveerde hij aan de Universiteit van Uppsala.
Een zoon van Eli Heckscher was Gunnar Heckscher (1909-1987), politicoloog en van 1961 tot 1965 leider van de gematigde uniepartij. Zijn kleinzoon is sociaaldemocratische politicus Sten Heckscher.

## Werk
Hij was van 1909 tot 1919 hoogleraar in de politieke economie en de statistiek aan de Handelshogeschool van Stockholm. In 1919 verruilde hij dit hoogleraarschap voor een onderzoeksprofessoraat in de economische geschiedenis. In 1945 ging hij met emeritaat. In 1929 richtte Heckscher het Instituut voor onderzoek naar de economische geschiedenis op.
Volgens een in 1950 gepubliceerde bibliografie had Heckscher tot en met het jaar 1949 meer liefst 1148 boeken en artikelen gepubliceerd, waaronder een in verschillende talen vertaalde studie naar het mercantilisme, een monumentale economische geschiedenis van Zweden in meerdere delen. 
Heckscher is vooral bekend om zijn samen met Bertil Ohlin ontwikkelde Heckscher-Ohlinmodel, waarin hij de patronen in de internationale handel verklaart. 
- Bibsys: 90328992
- Biblioteca Nacional de España: XX966335
- Bibliothèque nationale de France: cb12937109p (data)
- Catàleg d'autoritats de noms i títols de Catalunya: 981058520962406706
- CiNii: DA01927353
- Gemeinsame Normdatei: 118947400
- International Standard Name Identifier: 0000 0001 1063 2763
- Library of Congress Control Number: n82156843
- Nationale Bibliotheek van Tsjechië: vse2014842554
- Nationale bibliotheek van Australië: 51306972
- Nationale Bibliotheek van Israël: 987007274443905171
- Nederlandse Thesaurus van Auteursnamen: 071629939
- Réseau des bibliothèques de Suisse occidentale: 02-A025564343
- LIBRIS: 207590
- SNAC: w6zm5dq0
- Système universitaire de documentation: 067040411
- Trove: 1508694
- Virtual International Authority File: 54278354
- WorldCat: E39PBJw8T8YCdMrtC6TJmwB3wC